# Pułapka płynności
Pułapka płynności – termin wprowadzony przez D. H. Robertsona opisujący sytuację, gdy wszyscy dążą do posiadania gotówki, a nikt nie kupuje papierów wartościowych (nieskończony popyt na pieniądz). 

## Opis
Pułapka płynności występuje przy tak niskiej stopie procentowej, przy której nie oczekuje się, że może się ona jeszcze obniżyć. Na ogół wtedy przewiduje się jej wzrost, a tym samym spadek rynkowych cen obligacji. To z kolei sprzyja utrzymywaniu zasobów pieniądza na jak najwyższym poziomie. Nie opłaca się przecież utrzymywać dochodów w postaci obligacji, gdyż przewiduje się straty z tytułu spadku ich wartości rynkowej. Sytuację tę charakteryzuje zanik wpływu banku centralnego na poziom popytu inwestycyjnego i konsumpcyjnego. Zwiększanie podaży pieniądza przez bank centralny nie powoduje obniżki stopy procentowej, a jedynie tezauryzację nadwyżki pieniądza przez podmioty gospodarcze. Jedynym sposobem na wzrost inwestycji i produkcji sektora prywatnego jest zwiększenie wydatków budżetowych, które bezpośrednio uruchamiają procesy mnożnikowe.
Pułapka płynności jest jedną z przyczyn asymetrii skutków polityki pieniężnej, tzn. skuteczność działań tejże polityki jest większa w przypadku działań restrykcyjnych niż gdy jest ona wykorzystywana do pobudzenia aktywności gospodarczej. Związane jest to z faktem, iż istnieje pewna „dolna granica” nominalnych stóp procentowych, podczas gdy nie ma „górnej granicy” dla jej wzrostu.